# Valérie Carpentier
Valérie Carpentier est une chanteuse québécoise née le 17 novembre 1993 à Cap-de-la-Madeleine (Trois-Rivières). Elle a passé son enfance à Ste-Anne-de-la-Pérade dans la province de Québec.
Après avoir réalisé un premier disque de reprises, elle remporte la première saison de l'émission de télé-crochet La Voix et est signée par Productions J. Son album L'Été des orages est édité en 2013 et est certifié « disque d'or » l'année suivante. En 2016, elle lance son album PourRosie. 

## Biographie

### Jeunesse et début de carrière
Valérie Carpentier prend des cours de chant dès son enfance. Sa victoire lors du concours Tropic Star, auquel elle participe en 2008, lui permet d'enregistrer un album. Le disque, intitulé Du Parc Belmont à Hôtesse de l'air, est composé de reprises de Diane Dufresne. Il est édité en 2010 par les Disques TOX,.

### La Voix
La jeune chanteuse se produit au sein d'un quatuor de jazz. En 2013, elle passe une audition afin de participer à l'émission de télé-crochet La Voix et prend part à la première saison. Coachée par Ariane Moffatt, elle est déclarée gagnante à l'issue de la finale. Elle signe un contrat discographique avec Productions J.

### L'Été des orages
Le titre À fleur de peau, écrit par Ariane Moffatt et Daniel Bélanger, sort en single en avril 2013. L'album L'Été des orages, réalisé par Alex McMahon, est édité par Productions J en novembre,. Valérie Carpentier signe l'un des treize titres du disque. Les autres ont notamment été composés par Yann Perreau, Marie-Pierre Arthur et Pierre Lapointe. Daniel Lavoie participe à l'enregistrement en interprétant un duo avec Valérie Carpentier. Lors de sa sortie, l'album se classe 1er des ventes de disques francophones au Québec,. Vendu à 40 000 exemplaires, il est certifié « disque d'or » en février 2014. Le clip du second single tiré de l'album, intitulé Le Rendez-vous, est signé par la réalisatrice Chloé Robichaud. La chanteuse est nommée dans trois catégories au gala de l'ADISQ, en septembre 2014 elle entame une tournée québécoise.

### Pour Rosie
L'album Pour Rosie sorti le 11 novembre 2016 est le deuxième opus original de Valérie Caprentier. Elle y signe 11 des 13 chansons présentes sur l'album. Les deux seules qu'elle n'a pas écrites et composées sont les chansons Ciel, écrite et composée par Carole Facal et Seb Ruban, ainsi qu'une reprise de la chanson On ne dit jamais assez aux gens qu'on aime qu'on les aime de Louis Chedid. L'album a été réalisé par Jean Massicotte et c'est Marc Thériault qui en a fait le mastering. La chanson Chéri? a été enregistrée en duo avec le groupe franco-belge Delta.

## Style musical et influences
Manon Chénard-Marcotte, la professeure de chant de Valérie Carpentier, l'initie au jazz et à la chanson française. Elle apprécie les grandes chanteuses de jazz, ainsi que Diane Dufresne et des artistes comme Lady Gaga et David Bowie.

## Discographie

### Albums
- 2010 : Du Parc Belmont à Hôtesse de l'air (Disques TOX)
- 2013 : L'Été des orages (Productions J)
- 2016 : Pour Rosie (Productions J)

### Singles
- 2013 : À fleur de peau (Productions J)
- 2013 : Le Rendez-vous (Productions J)
- 2014 : L'Été des orages (Productions J)
- 2015 : Le Bout du monde (Productions J)
- 2016 : Rosie (Productions J)
- 2017 : On ne dit jamais assez aux gens qu'on aime qu'on les aime (Productions J)
- 2021 : Monokini & Tsunami (PURCOM Entertainment Group Inc.)